# Mieczysław Stecewicz
Mieczysław Stecewicz (ur. 5 czerwca 1894 w Wysokiem Mazowieckiem, zm. 20 lutego 1942 w Shahrisabz) – major piechoty Wojska Polskiego.

## Życiorys
Urodził się 5 czerwca 1894 w Wysokiem Mazowieckiem, w rodzinie Feliksa i Walerii. Był starszym bratem Mariana (1896–1919), sierżanta 31 pułku Strzelców Kaniowskich, odznaczonego pośmiertnie Krzyżem Niepodległości. Uczęszczał do  Siedmioklasowej Prywatnej Szkoły Handlowej w Łomży. W czasie I wojny światowej Mieczysław razem z bratem walczył w szeregach 1 pułku piechoty Legionów Polskich . Po kryzysie przysięgowym zostali internowani w Łomży.
W latach 1924–1928 pełnił służbę w 33 pułku piechoty w Łomży. Później został przeniesiony do Korpusu Ochrony Pogranicza, w którym dowodził 3 kompanią graniczną „Kudryńce” 14 Baonu Granicznego. W kampanii wrześniowej 1939 r. dowodził III batalionem 49 Huculskiego pułku strzelców, wchodzącym w skład 11 Karpackiej Dywizji Piechoty.
Dowódca dywizji, płk dypl. Bronisław Prugar-Ketling we wniosku odznaczeniowym przekazanym Naczelnemu Wodzowi, gen. Władysławowi Sikorskiemu tak uzasadnił nadanie majorowi Mieczysławowi Stecewiczowi Krzyża VM V klasy: 
„Bierze udział we wszystkich bojach pułku od 16 IX 39 r. Jako dowódca baonu wykazał dużo zalet i cnót żołnierskich na polu walki; swoją rozwagą i rozumnym kierownictwem, przyczynia się do bohaterskich wyczynów pułku. W nocy z dn. 13/14 IX podczas nocnego marszu na Przemyśl, idąc w straży przedniej dywizji, zostaje zatrzymany ogniem broni maszynowej nieprzyjaciela pod m. Łętownia. Śmiałym uderzeniem odrzuca Niemców z osi marszu, umożliwia dalsze posuwanie się oddziałom dywizji. W dn. 15 IX 39 r., kiedy oddziały 11 Karpackiej Dywizji Piechoty, po całonocnym marszu znajdują się na chwilowym odpoczynku na północ od m. Sądowa Wisznia, ubezpiecza je w bardzo trudnych warunkach, bo napierany przez Niemców od czoła i ze skrzydła, bombardowany przez silny ogień artylerii i lotnictwo, nie tylko wytrzymuje na stanowiskach, lecz sam przechodzi do działań zaczepnych. Wysyła oddziały wydzielone, które buszują na tyłach npla, śmiałymi uderzeniami zadają Niemcom poważne straty, siejąc popłoch i zamieszanie. W nocy z 15/16 IX 39 r. podczas wypadu nocnego na dwie wielkie jednostki pancerne niemieckie, między m. Sądowa Wisznia, a lasami janowskimi, swoim śmiałym i skoordynowanym uderzeniem, przyczynia się do ich całkowitego zniszczenia. Sam zostaje ranny w głowę, traci oko. Mimo otrzymania ciężkiej rany, dowodzi baonem jeszcze cały dzień i dopiero wieczorem zostaje ewakuowany do szpitala. Dzielna postawa, nieugięty charakter, duża odwaga, zjednały mu szacunek całego baonu”.
Zmarł 20 lutego 1942 roku w Shahrisabz, w Uzbekistanie. Został pochowany na miejscowym cmentarzu wojennym.

## Awanse
- porucznik – zweryfikowany ze starszeństwem z dniem 1 czerwca 1919 r.
- kapitan – 3 maja 1926 r. ze starszeństwem z dniem 1 lipca 1925 r. i 233 lokatą w korpusie oficerów piechoty
- major – ?

## Ordery i odznaczenia
- Krzyż Srebrny Orderu Wojennego Virtuti Militari nr 11997[12]
- Krzyż Niepodległości (12 marca 1931)[13]
- Krzyż Walecznych ( trzykrotnie: po raz pierwszy w 1921)[14]
- Złoty Krzyż Zasługi
- Srebrny Krzyż Zasługi (10 listopada 1928)[15]